# Сельмаш (остановочный пункт)
Сельмаш — железнодорожная станция Ростовского региона Северо-Кавказской железной дороги, находящаяся в черте города Ростова-на-Дону.
Станция расположена в Ростове-на-Дону, напротив предприятия «Ростсельмаш». Железнодорожный пункт был построен на линии путепровода Кизитеринка — Ростов-главный.
Остановка электропоездов.